# Soundsystem
Soundsystem es el quinto álbum de estudio de la banda estadounidense de rock alternativo, 311, que fue publicado el 12 de octubre de 1999 por Capricorn Records. El álbum fue el último del grupo grabado bajo Capricorn Records antes de que la banda cambiara a Volcano Entertainment en 2000.
Los procesos de grabación del álbum comenzaron el 11 de marzo de 1999 y finalizaron en junio del mismo año. Además, el trabajo musical fue certificado con Disco de oro por la RIAA.

## Recepción
La revista Rolling Stone analizó la mezcla de varios géneros y comentó respecto al álbum que «ofrecen su fusión más ambiciosa hasta el momento: cada pista es un recorrido vertiginoso por sus influencias conmovedoras. Por desgracia, los ingredientes generalmente se niegan a mezclarse en las manos de 311, lo que resulta en disfunciones que oscilan entre lo soso y lo involuntariamente divertido».

## Lista de canciones
| CD    |                                         |                                                      |                         |          |  |
| N.º   | Título                                  | Letras                                               | Voz principal           | Duración |  |
| 1.    | «Freeze Time»                           | Nick Hexum, SA Martinez                              | Nick Hexum, SA Martinez | 3:21     |  |
| 2.    | «Come Original»                         | Hexum, Martinez, Aaron Wills                         | Hexum, Martinez         | 3:42     |  |
| 3.    | «Large in the Margin»                   | Hexum, Chad Sexton                                   | Hexum, Martinez         | 3:28     |  |
| 4.    | «Flowing»                               | Hexum                                                | Hexum                   | 3:13     |  |
| 5.    | «Can't Fade Me»                         | Hexum, Martinez                                      | Martinez, Hexum         | 2:10     |  |
| 6.    | «Life's Not a Race»                     | Hexum, Tim Mahoney, Martinez                         | Hexum, Martinez         | 4:26     |  |
| 7.    | «Strong All Along»                      | Hexum, Martinez                                      | Hexum, Martinez         | 3:28     |  |
| 8.    | «Sever»                                 | Hexum, Martinez, Wills                               | Hexum, Martinez         | 4:42     |  |
| 9.    | «Eons»                                  | Hexum, Sexton                                        | Hexum                   | 3:13     |  |
| 10.   | «Evolution»                             | Hexum, Martinez, Sexton                              | Martinez, Hexum         | 4:17     |  |
| 11.   | «Leaving Babylon» (cover de Bad Brains) | Earl Hudson, Paul Hudson, Daryl Jenifer, Gary Miller | Hexum                   | 3:59     |  |
| 12.   | «Mindspin»                              | Hexum, Martinez, Sexton                              | Hexum, Martinez         | 4:00     |  |
| 13.   | «Livin' & Rockin'»                      | Hexum, Mahoney, Martinez                             | Hexum, Martinez         | 2:42     |  |
| 48:44 |                                         |                                                      |                         |          |  |

| Outtakes |                                                                |                 |                 |          |  |
| N.º      | Título                                                         | Letras          | Voz principal   | Duración |  |
| 14.      | «Blizza» (Disponible en el sitio web de 311)                   | Hexum           | Hexum           | 1:16     |  |
| 15.      | «Cali Soca» (Disponible en el sitio web de 311 - Instrumental) | Hexum, Sexton   |                 | 3:36     |  |
| 16.      | «Dancehall» (Bonus track en el EP Enlarged to Show Detail 2)   | Hexum, Martinez | Hexum, Martinez | 2:51     |  |
| 17.      | «Seal the Deal» (Disponible en el sitio web de 311)            | Hexum           | Hexum           | 3:22     |  |

## Personal
Créditos adaptados de las notas del álbum.
| 311 - Nick Hexum – vocalista principal, guitarra, programación - SA Martinez – voces, tornamesa - Chad Sexton – batería, percusión, programación - Tim Mahoney – guitarra - Aaron Wills – bajo | Producción - Scotch Ralston – productor, ingeniero, mezclas - Hugh Padgham – productor, ingeniero - Alex Rivera – ingeniero asistente - Cameron Webb - ingeniero asistente de mezclas - Joe Gastwirt – masterización |

## Posicionamiento en listas
| Lista (1999)                   | Mejor posición |
| ------------------------------ | -------------- |
| Estados Unidos (Billboard 200) | 9              |

## Ventas y certificaciones
| País                                               | Organismo certificador | Certificación | Ventas certificadas | Ref.   |
| Ventas                                             | Ventas                 | Ventas        | Ventas              | Ventas |
| -------------------------------------------------- | ---------------------- | ------------- | ------------------- | ------ |
| Estados Unidos                                     | RIAA                   | Oro           | 500 000*            | [ 9 ]  |
| *Cifras de ventas basadas solo en certificaciones. |                        |               |                     |        |